# Sunleif Rasmussen
Sunleif Rasmussen (født 19. marts 1961 i Sandur, Færøerne) er en af Færøernes mest anerkendte komponister. I 1997 modtog han et tre-årigt stipendium fra Statens Kunstfond. I 2002 vandt han Nordisk Råds Musikpris for hans værk: Symphony no. 1 – "Oceanic Days" og i 2010 fik han tildelt Mentanarvirðisløn Landsins, som er det færøske kulturminsteriums højeste kulturpris på 150.000 kroner. Prisen uddeles en gang om året. Sunleif Rasmussen uddannede sig først i Norge, hvorefter han flyttede til Tórshavn, hvor han underviste i musik og var jazzpianist. Senere flyttede han til Danmark, hvor han studerede musik kompositioner fra 1990 til 1995 på Det kongelige danske Musikkonservatorium hos Ib Nørholm og elektronisk musik hos Ivar Frounberg.

## Musikværker
Hans musikværk inkluderer:
Orkestrale værker:
- 1990: Grave – In memoriam Karsten Hoydal for strygeorkester + percussion (11 eller 22 strenge: 3.3.2.2.1) (09'00)
- 1995: Vox Humana, the song of the sea – for orchestra and tape for 3.3.3.3/4.3.3.1/timpani/2 percussion/harp/strings (22'00)
- 1995-97: Symphony no. 1 – "Oceanic Days" for 4.4.4.4/4.4.4.1/4 percussion/2 synth/strings (min. 12.12.10.8.6) (40'00)
- 2003: De grædendes nat for børnekor (inkluderer 3 soloister) + 3.3.3.3/4.3.3.1/2 percussion/harp/strings (15'00)
- 2004: Movings and Melodies for 2.2.2.2/2.2.1.0/timpani/percussion/5.5.3.3.2 (17'00)
- 2008: Prelude to an Orchestra

Solo instrument og orkester/ensemble
- 1992-93: Landið for soprano solo + 3.3.3.3/4.3.3.1/timpani/2 percussion/harp/piano/strings (15'00)
- 1996: Tilegnelse for mezzo-soprano solo + 1.0.1.1/0.1.0.0/2 percussion/harp/guitar/0.0.1.0.1 (10'00)
- 2000: Rejsen for soprano, tenor, bass soli, mixed choir + 3.3.3.3/2.3.3.1/timpani/percussion/piano/strings (30'00)
- 2001: Dem Licht entgegen for saxofon solo + 3.3.3.3/4.3.2.1/timp/2 percussion/piano/strings (18'30)
- 2004: Songs of Seasons for violin solo + string orchestra (10.0.4.3.2) (22'00)

Stort kammer ensemble
- 1999: Trauer und Freude for 1.0.1.1/1.0.0.0/piano (+cemb)/guitar/1.1.1.1.0 (21'00)
- 2000: Surrounded for 1.1.1.1/1.1.1.0/percussion/piano/1.1.1.1.1 (13'00)

Kammer værker
- 1989: Fantasi yvir Tívilsdøtur for klarinet og horn (04'00)
- 1989-90: Strygekvartet nr. 1 for strygekvartet (10'00)
- 1990: Vetrarmyndir for fløjte, obo, klarinet, fagot, horn and piano (09'00)
- 1991: Tid, ild, baglæns for tolv sangere og tape (16'30)
- 1995: Cantus Borealis for blæserkvintet (13'00)
- 1995: Dancing Raindrops for klarinet, piano og violin (12'00)
- 1998: Pictures from the sea’s garden for saxofon og percussion (15'00)
- 1999: Mozaik/Miniature for fløjte, klarinet, piano og violin (07'00)
- 2000: Sunshine and Shadows for strygekvartet (13'00)
- 2002: Nordisk Fanfare for 2 horn, 2 trompeter, trombon og tuba (04'00)
- 2002: Engführung for kammerkor, piano og cello (20'00)
- 2003: Four Gardens for fløjte, oboe, clarinet, fagot, piano, violin, bratsch og cello (15'00)

Solo instrumenter
- 1992: Echoes of the Past for violin solo (12'00)
- 1993: A light is lit for orgel solo og tape (10'00)
- 1993: Like the golden sun for piano solo og effect processor (12'00)
- 1997: Chaindance with Shadows for amplified piano solo (12'00)
- 2001: Le psaume salé for saxofon solo + tape + live-electronics (10'00)
- 2007: Suite for guitar solo og effect processor (15'00)

Vokal værker
- 1982-89, revised 1992: 5 færøske korsange for kammerkor eller stort blandet kor (11'30)
- 1983, revised 1993: Vár for soprano, baritone soli + kammerkor, (SATB), fl, cl (09'20)
- 1995: Psalmus 8 for soloister, kor og orgel (08'00)
- 1996: Creatio caeli et terrae. Dies unus for tredobbelt kor (SATB+SATB+SATB) (09'00)
- 1999: Arktis for mezzo-soprano solo + klarinet, percussion, harpe og cello (08'00)
- 1996: Creatio caeli et terrae for 2 violins and choir (SATB) (12'00), bestilt af RIAS Kammerchor og Duo Gelland